# Valea Ierii
Valea Ierii – wieś w Rumunii, w okręgu Kluż, w gminie Valea Ierii. W 2011 roku liczyła 676 mieszkańców.